# دنیای مردگان (فیلم ۱۹۹۶)
دنیای مردگان (انگلیسی: Underworld) فیلمی به کارگردانی راجر کریستین است که در سال ۱۹۹۷ منتشر شد. از بازیگران آن می‌توان به دنیس لری، جو مانتگنا و آنابلا شورا اشاره کرد.